# Jüdische Gemeinde Bad Wimpfen
Eine jüdische Gemeinde in Bad Wimpfen gab es vermutlich bereits im 13. Jahrhundert. Abgesehen von kurzzeitigen Ausweisungen hatte die stets kleine Gemeinde bis zur Deportation deutscher Juden zur Zeit des Nationalsozialismus Bestand.

## Geschichte

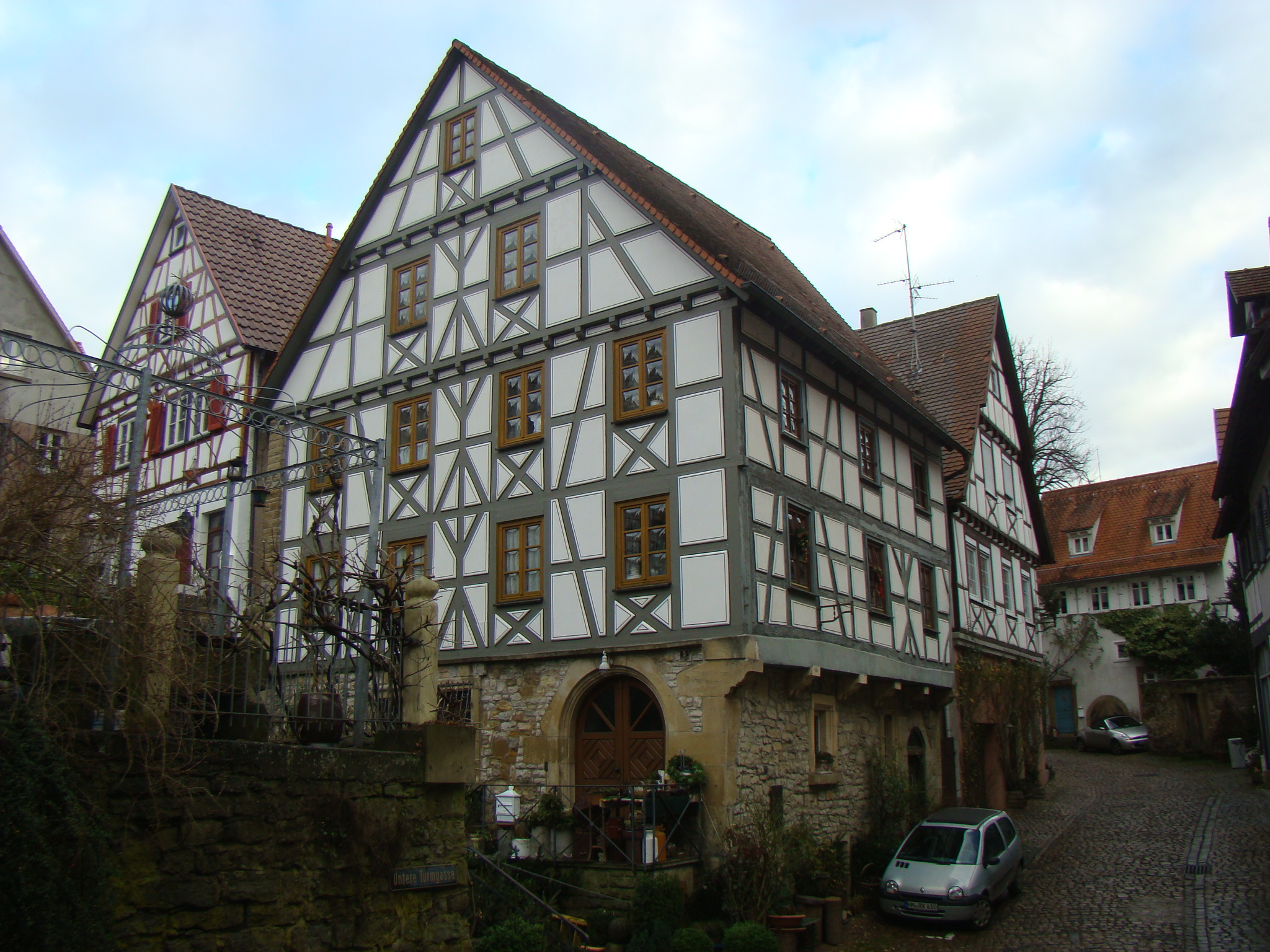
Haus des Juden Alexander, erbaut 1580

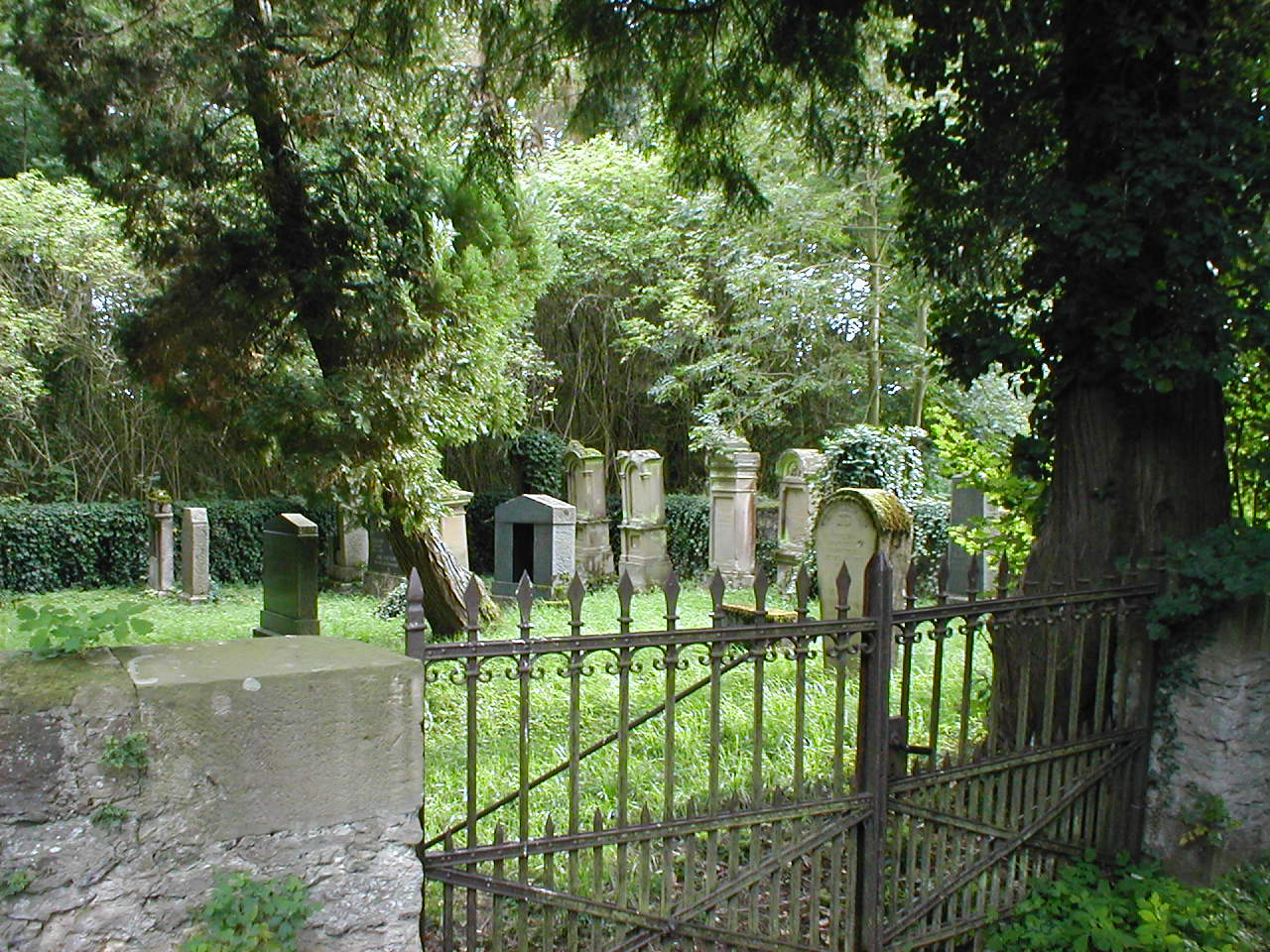
Jüdischer Friedhof in Bad Wimpfen, angelegt 1896

Ein früh erwähnter und vermutlich aus Wimpfen stammender Jude war der Frankfurter Kaufmann Alexander ben Salomon Wimpfen, auch Süßkind Wimpfen genannt, der 1307 kurz vor seinem Tode die Gebeine des 1293 verstorbenen Rabbi Meir von Rothenburg auslöste. Beide sind auf dem Friedhof Heiliger Sand in Worms begraben, wohin Wimpfener Juden auch in späteren Jahrhunderten verwandtschaftliche Beziehungen hatten.
1327 werden ein Judenhaus und eine Judengasse in Wimpfen erwähnt, im 14. und 15. Jahrhundert außerdem eine Alte Judengasse beim Gasthaus Krone sowie eine Judenschule. Im frühen 16. Jahrhundert gab es in Wimpfen zeitweilig nur eine jüdische Familie. Um 1540 gab es Bestrebungen des Deutschen Ordens, der Gebiete um Wimpfen besaß, Juden nicht nur aus dem Ordensgebiet, sondern auch aus umliegenden Herrschaften zu vertreiben. Um 1550 ist in Wimpfen zwar die Ausweisung von Juden belegt, doch lebten dort auch künftig verschiedene Juden, darunter der Jude Alexander, Sohn des Lemle, der 1580 an der Burgstaffel in der ehemaligen Pfalz Wimpfen ein Haus erbaute, das später auch als Betraum genutzt wurde. 
Es gab verschiedene Judenordnungen, die älteste von 1598, weitere von 1626, 1630, 1756 sowie 1762, die die Juden mit den üblichen Beschränkungen belegten. Die Judenordnungen von 1626 und 1630 beschränkten die Zahl der in Wimpfen am Berg lebenden Judenfamilien auf vier. Von 1626 bis 1630 hatten sich Juden außerdem durch das Tragen von Gelben Ringen an der Kleidung kenntlich zu machen. Eine Schule und Synagoge zu unterhalten war den Wimpfener Juden verboten, stattdessen hatten sie die Synagoge Heinsheim zu besuchen. Auch das Begräbnis der Wimpfener Juden war ursprünglich in dem großen Judenfriedhof in Heinsheim. 
Nach dem Dreißigjährigen Krieg hatte sich das Verhältnis des Deutschen Ordens zu Juden geändert, so dass Wimpfener Juden auf Deutschordensgebiet Handel trieben oder gar in Orte des Deutschen Ordens verzogen und dort einen Schutzbrief des Ordens erlangten. 1672 erfolgte eine Ausweisung der Juden aus Wimpfen, die nach zwei Jahren aufgehoben wurde. Im 18. Jahrhundert bestand in Wimpfen nur noch eine sehr kleine und verarmte Gemeinde, der die Judenordnung von 1756 lediglich noch ein einzelnes Haus zusprach. Nach dem Ende der reichsstädtischen Zeit fielen die vielfachen vormaligen Beschränkungen. Wimpfen war 1802/03 an Hessen gekommen. 1805 gab es Erleichterungen beim Hausbesitz für Juden in Hessen, 1839 erhielten Juden das Bürgerrecht. Zu jener Zeit lebten etwa 40 Juden in der Stadt. Die Gemeinde verfügte über ein rituelles Bad im Haus des Jacob Baer. Das Begräbnis fand weiterhin in Heinsheim, teilweise im 19. Jahrhundert auch auf dem Jüdischen Friedhof Bad Rappenau statt.
1830 wurden in dem 1580 erbauten Haus an der Burgstaffel/Schwibbogengasse die Judenschule und Gottesdienste abgehalten. Auch als das Gebäude später an Nichtjuden verkauft wurde, duldeten die Besitzer die weitere Nutzung für Kulthandlungen. 1896 wurde am Wimpfener Ortsrand ein eigener jüdischer Friedhof angelegt. Eine israelitische Religionsgemeinschaft sollte auf Bestreben des hessischen Innenministeriums bereits 1898 bei der Zuordnung der Wimpfener Juden zum Rabbinat Darmstadt gebildet werden, aber von den nur zehn Wahlberechtigten erschien keiner, so dass noch 1908 keine eigene Gemeinde bestand.

## Nationalsozialistische Verfolgung
1933 lebten noch 22 Juden in Wimpfen, denen die Rechte am Betsaal streitig gemacht wurden und die 1935 weiter in ihren Rechten insbesondere in Bezug auf Grundbesitz beschnitten wurden. Während der Novemberpogrome 1938 gab es Ausschreitungen gegen Juden, ihre Geschäfte und Wohnungen. Bis Sommer 1941 gelang es den meisten Wimpfener Juden, auszuwandern.
Das Gedenkbuch des Bundesarchivs verzeichnet 10  in Bad Wimpfen geborene jüdische Bürger, die dem Völkermord des nationalsozialistischen Regimes zum Opfer fielen.

## Bürgerliche Namen
Als zu Beginn des 19. Jahrhunderts erbliche Familiennamen angenommen werden mussten, nahmen die Familienvorstände der Wimpfener Juden folgende Namen an: Baer, Benedict, Dreyfuß, Hirsch, Kahn und Mannheimer. 